# Miguel Ángel Gómez Ortega
Miguel Ángel Gómez Ortega fue un militar mexicano que se desempeñó como secretario de Marina de 1982 a 1988 durante la presidencia de Miguel de la Madrid.

## Biografía
Nació en Orizaba, Veracruz, el 25 de noviembre de 1917. Almirante desde 1976, Estudió en la Heroica Escuela Naval Militar (1937-1942) y llevó cursos de especialización en San Diego, Newport y Washington. Fue oficial subalterno, comandante en varios buques y de escuadrilla, jefe de Estado Mayor de la II Zona Naval, jefe de Estado Mayor de la Armada, comandante de la III Zona Naval, comandante general de la Armada y presidente del Congreso Técnico del Plan Nacional de Contingencia para combatir y controlar derrames de hidrocarburos y otras sustancias nocivas en el mar. Fue nombrado Secretario de Marina el 1.º de diciembre de 1982. Falleció el 10 de diciembre de 2008, en la Ciudad de México, a la edad de 91 años.